# Пассажиры (фильм, 2008)
«Пассажиры» (англ. Passengers) — драматический триллер 2008 года, снятый режиссёром Родриго Гарсиа по роману Ронни Кристенсен. В главных ролях Энн Хэтэуэй и Патрик Уилсон. В США был выпущен 24 октября 2008 года компанией TriStar Pictures.

## Сюжет
Психотерапевт Клэр Саммерс (Энн Хэтэуэй) назначена куратором у группы людей, выживших в авиакатастрофе. Один из выживших пассажиров Эрик (Патрик Уилсон) отказывается от сеансов групповой терапии и пытается полностью изменить свой образ жизни. Клэр считает, что это последствия авиакатастрофы, и Эрик просто хочет избежать тех чувств, которые ощущают другие пассажиры после такой трагедии. Чтобы помочь Эрику, Клэр соглашается вести с ним сеанс лично, но эти сеансы приводят к взаимной симпатии между ними. В это время с сеансов групповой терапии один за другим пропадают выжившие пациенты, что приводит девушку к мысли о том, что авиакомпания убирает свидетелей, скрывая истинные причины крушения.
Пытаясь выяснить, что происходит, Клэр собирает информацию об авиакомпании и узнаёт, что это уже не первый случай на их счету, взрывы были и в прошлом. На этот раз авиакомпании грозит закрытие. Клэр встречается с представителем авиалиний Аркином (Дэвид Морс), который дает простое объяснение — самолет упал из-за человеческого фактора, пилот в тот день просто переутомился. Версия Аркина Клэр не устраивает, она продолжает расследование и замечает, что авиакомпания теперь преследует и её тоже. Клэр пытается связаться с сестрой Эммой, с которой она не общалась уже несколько месяцев из-за большой ссоры. Попытки дозвониться сестре бесполезны, застать её дома Клэр тоже не удается, вместо этого она встречает Аркина у её порога, который говорит, что все о ней знает: об отношениях с пациентом Эриком, о сестре, об их ссоре.
В очередной визит к сестре Клэр снова встречает Аркина на пороге дома, который просит прекратить расследование и уверяет, что единственная причина крушения — это пилот, и этот пилот он. Аркин уходит, оставляя сумку с документами о том рейсе, Клэр просматривает их и находит себя в списке пассажиров, и осознает истину. Она сама была на самолете, а в авиакатастрофе на самом деле выживших не было. Каждый пассажир, понимая, что умер, просто двигался дальше, а Клэр была одним из тех, кто этого ещё не осознал.

## В ролях
| Актёр             | Роль          |
| ----------------- | ------------- |
| Энн Хэтэуэй       | Клэр Саммерс  |
| Патрик Уилсон     | Эрик Кларк    |
| Андре Брауэр      | Пэрри         |
| Клеа Дювалл       | Шеннон        |
| Челах Хорсдал     | Дженис        |
| Дэвид Морс        | Аркин         |
| Дайан Уист        | Тони          |
| Уильям Брюс Дэвис | дедушка Эрика |
| Райан Роббинс     | Дин           |
| Дон Томпсон       | Норман        |
| Стейси Грант      | Эмма          |

## Саундтрек
Композитор Эдвард Шермур.
1. «The Wreckage»
2. «Group Therapy»
3. «House Call»
4. «What Do You Remember?»
5. «Norman»
6. «At The Museum»
7. «Giving Eric The Key»
8. «Eric At Midnight»
9. «Arkin»
10. «Rooftop»
11. «Motorcycle Fix»
12. «Norman’s House»
13. «Eric Remembers»
14. «Porch»
15. «Epiphany»
16. «At Peace»
17. «End Titles»

## Премьера
Фильм был выпущен 24 октября 2008, его показали в 125 кинотеатрах, за первые выходные картина заработала $173 544. На февраль 2009 сборы составляли $2 763 289: $292 437 из которых в США, $2 470 852 мировые сборы.

## Отзывы и оценки
Фильм получил в основном негативную критику. По данным агрегатора Rotten Tomatoes, 
21  % из 19 обзоров были положительными.. По данным Metacritic, средняя оценка составила 40 из 100, основываясь на 9 рецензиях.

## Примечание
1. ↑  box office data Архивная копия от 11 июля 2020 на Wayback Machine  (Дата обращения: 7 июля 2020)
2. ↑  Passengers (2008). Box Office Mojo. Дата обращения: 17 декабря 2008. Архивировано 21 апреля 2013 года.
3. ↑  Passengers (2008). Box Office Mojo. Дата обращения: 17 декабря 2008. Архивировано 21 апреля 2013 года.
4. ↑  Passengers Movie Reviews, Pictures. Rotten Tomatoes. Дата обращения: 17 декабря 2008. Архивировано 20 декабря 2008 года.
5. ↑  Passengers (2008): Reviews. Metacritic. Дата обращения: 17 декабря 2008. Архивировано 21 апреля 2013 года.